# Jerônimo Mazzarotto
Jerônimo Mazzarotto (* 11. April 1898 in Curitiba, Paraná, Brasilien; † 23. Mai 1999 ebenda) war Weihbischof des Erzbistums Curitiba.

## Leben
Mazzarotto empfing am 24. April 1921 das Sakrament der Priesterweihe. 
Papst Pius XII. ernannte ihn 1957 zum Titularbischof von Arsinoë in Arcadia und zum Weihbischof seiner Heimatdiözese. Die Bischofsweihe empfing er am 21. Juli 1957 durch Erzbischof Armando Lombardi, Apostolischer Nuntius in Brasilien. Er nahm an der vierten Session des Zweiten Vatikanischen Konzils teil.
Am 8. Mai 1970 nahm Papst Paul VI. sein Rücktrittsgesuch als Weihbischof von Curitiba an. Jerônimo Mazzarotto starb 1999 mit 101 Jahren in Curitiba als ältester katholischer Bischof weltweit.